# Jordan Schroeder
Jordan John Schroeder (Lakeville, 29 settembre 1990) è un hockeista su ghiaccio statunitense.

## Palmarès

### Mondiali giovanili
- 1 medaglia:
  - 1 oro (Canada 2010)

### Mondiali under 18
- 2 medaglie:
  - 1 argento (Finlandia 2007)
  - 1 bronzo (Russia 2008)